# Torraca
Torraca ist eine italienische Gemeinde mit 1193 Einwohnern (Stand 31. Dezember 2023) in der Provinz Salerno im Cilento in der Region Kampanien. Der Ort ist Teil der Comunità Montana del Bussento.

## Geografie
Die Nachbargemeinden sind Casaletto Spartano, Sapri, Tortorella und Vibonati. Die Ortsteile sind Cordici, Nurriti, Fenosa, San Martino, Lavarelli, San Leonardo, San Fantino, Broili, Zaccani, Pallarete, Ferrari, Cordici, Torrette, Tempe, San Michele und Coia.